# 青島 (長崎県)
青島（あおしま）は、長崎県松浦市にある有人島である。

## 概要
- 面積 - 0.90km2
- 人口 - 終戦後は1,000人が暮らしていたが近年人口減少が進む[1]。2010年の263人（国勢調査確定値）[2]から2016年には223人へと減少している[1]。

島の南東部に青島漁港があり、定期船が発着する。古くは「南島」と呼ばれ、元寇襲来の場となった。島には宝の浜海水浴場（ほうのはま）、子安観音がある。水産業が島の基幹産業であるが近年は高齢化が進み船を出せなくなる漁師も増えている。人口減少が進む中、鮮魚や水産加工品を売り込み島を活性化させるために、島民全員が社員となった社団法人「青島○」が2016年に設立された。

## 地理
北松浦半島北端の津崎鼻の北東約1.2km沖に位置する。伊万里湾の湾口部にあたり、約3km東には鷹島がある。
伊万里湾の湾口部のうち、北松浦半島からの突出部である星鹿半島と青島の間を津崎水道、青島と鷹島の間を青島水道という。

## 産業
漁業
潜水はボンベの使用を禁止し、魚種ごとに禁漁期を設定するなど水産資源を守る漁法が代々継承されている。
名物
魚と塩だけで作る手作りかまぼこ「青島かまぼこ」。

## 公共施設
- 松浦市立青島小中学校
- 青島簡易郵便局
- 松浦市民病院青島出張診療所

## 社寺
- 七郎神社 - 七郎氏廣を祀る[5]。
- 子安観音（北緯33度24分41.1秒 東経129度41分10.9秒 / 北緯33.411417度 東経129.686361度） - 島のほぼ中央に建つ15mの観音像[6]。1934年（昭和9年）護国観世音がこの場所に建立されたが1985年（昭和60年）に台風による被害で壊れたため、建て替えられた[7]。
- 南市神社 - 安産祈願の神社[6]。

## アクセス
- 鷹島汽船フェリー
  - 御厨港（松浦鉄道御厨駅から徒歩約15分） - 青島 - 船唐津（鷹島） - 黒島 - 阿翁（鷹島）

※（所要時間：御厨港から青島まで約20分）